# Perché la notte
Perché la notte (Because the Night) è un romanzo poliziesco scritto da James Ellroy e pubblicato negli USA nel 1984. Si tratta del secondo libro della trilogia dedicata al sergente Lloyd Hopkins, detective della LAPD, la polizia di Los Angeles. Il romanzo viene dopo Le strade dell'innocenza (Blood on the Moon), primo della serie, e precede La collina dei suicidi (Suicide Hill), uscito nel 1985, terzo e ultimo della serie.

## Trama
Los Angeles 1984, incrocio fra il Sunset e Wilton. Un uomo scende da una Toyota gialla; è armato con una pistola di grosso calibro, celata sotto un giornale; si dirige verso un negozio di liquori, sussurrando: "Oltre e più oltre". Entra nel negozio, si fa consegnare i soldi della cassa dal gestore, minacciandolo con l'arma. Ad un tratto la sua attenzione viene attirata da un singhiozzo: una ragazza e un vecchio si sono nascosti tremanti dietro un espositore. Qualcosa scatta nella suo cervello, si guarda intorno. Vede una tenda beige, vi allinea i tre davanti e spara tre colpi in rapida successione alla loro testa, borbottando "Porta verde, porta verde". Sangue e materia cerebrale trasformano il negozio in un mattatoio, la tenda cambia colore.  Poi se ne va lasciando la refurtiva sul bancone.
L'assassino, Thomas Goff, uno psicopatico con un torbido passato, si reca dal suo mentore, il Dottore John Havilland, guru psichiatra che conosce i suoi incubi e lo tiene in pugno. Havilland è dedito al plagio di persone sole benestanti, bisognose di una guida spirituale. È proprio Goff che ha l'incarico di cercare i soggetti adatti. A tal proposito il Dottore aveva dato indicazioni precise: "Una persona bianca, uomo o donna, nata da famiglia ricca, che non si è mai integrata e non è mai cresciuta. Una persona debole, paurosa, tediata a morte e priva di scopo, ma con una certa inclinazione mistica. (…) Questa persona dovrebbe pervenire al concetto di 'guida spirituale' senza assolutamente rendersi conto di cercare, in realtà, qualcuno che la comandi.".
Ossessionato dai suoi incubi, che hanno radici nella sua infanzia e adolescenza, per i traumi causati da un padre sadico, Havilland, detto John il Nottambulo, spinge i suoi adepti ad andare "oltre e più oltre", fino a varcare la "porta verde", oscura simbologia derivante da una sua terribile esperienza infantile.
Entra nel gioco anche la bellissima prostituta d'alto bordo, Linda Wilhite, che va in terapia da Havilland per cambiare vita, portandosi dentro l'esperienza di un padre uxoricida e suicida. 
Del triplice omicidio si occupa il sergente della squadra investigativa, Lloyd Hopkins, che nel contempo indaga anche sulla sparizione dell'agente di polizia Jungle Jack Herzog, detto l'Alchimista per la sua abilità nei travestimenti allo scopo di infiltrarsi negli ambienti criminali. Hopkins troverà connessioni fra i due fatti, apparentemente slegati, scoprendo un traffico di dossier di importanti ufficiali di polizia, fra i quali egli stesso, condotto dallo stesso Havilland, a caccia di informazioni per aumentare il suo potere. Entrano nella vicenda altri personaggi fra i quali il sergente radiato per vigliaccheria Marty Bergen, grande amico di Herzog,  in cerca di riscatto, l'adepto Richard Oldfield, che cela la sua fragilità psichica sotto una massa di muscoli, la vittima sacrificale Sherry Shroeder.
Hopkins ingaggerà una gara di intelligenza con il geniale Havilland,una sfida senza esclusione di colpi, in mezzo alla quale ci sarà la bellissima Linda, esca, ostaggio e protagonista della lotta, unico personaggio che riesce a mantenere il controllo in una vicenda in cui tutti gli altri perderanno qualcosa, chi la vita, chi l'integrità, chi la mente.